# Nationaldrik
En nationaldrik er en drink , der forbindes med et land. Ligesom en nationalsang og en nationalret.

## Nationaldrikke i Europa
- Grækenland: Ouzo
- Skotland: Whisky
- Frankrig: Vin
- Serbien: Slivovitz
- Tjekkiet: Øl
- Tyrkiet: Raki
- Ungarn: Tokaji
- Malta: Kinnie

## Nationaldrikke i Nordamerika
- USA: Coca Cola

## Nationaldrikke i Sydamerika
- Argentina: Mate

## Nationaldrikke i Asien
- Indien: Chai
- Rusland: Vodka

## Nationaldrikke i Afrika
- De Forenede Arabiske Emirater: Ayran
- Marokko: Mint Te

 Der er for få eller ingen kildehenvisninger i denne artikel, hvilket er et problem. Du kan hjælpe ved at angive troværdige kilder til de påstande, som fremføres i artiklen.